# Zámecká jízdárna (Rychnov nad Kněžnou)
Zámecká jízdárna, patřící do rozsáhlého barokního komplexu v Rychnově nad Kněžnou, vznikla kolem roku 1723 patrně podle návrhu Jana Blažeje Santiniho-Aichela pro hraběte Františka Karla II. Libštejnského z Kolowrat.
Samostatně stojící budova jízdárny se nachází východně od zámecké budovy v severozápadní části města Rychnov nad Kněžnou, které leží v podhůří Orlických hor asi 32 km východně od Hradce Králové. Rozlehlý barokní komplex zahrnující kromě zámeckého areálu i pozdě gotický kostel Nejsvětější Trojice se Santiniho průčelím, tvoří výjimečnou dominantu města, které se říká „rychnovské Hradčany“.
Jízdárna je v rámci areálu zámku je chráněna jako kulturní památka České republiky.

## Historie
První písemná zmínka o zámecké jízdárně pochází z kroniky piaristické koleje v Rychnově a vztahuje se k roku 1723, kdy byla upravována zahrada „pod jízdárnou“ a přitom bořeny domy, které zde zůstaly. V inventáři zámku, který pochází z roku 1716, není ještě jízdárna zmíněná. Z toho vyplývá, že stavba musela vzniknout mezi těmito dvěma lety, nejdříve však po roce 1719, protože mezi lety 1716 a 1719 se v zámeckém areálu nekonala žádná stavební činnost. Úprava zahrady pod jízdárnou musela navazovat na dokončení stavby jízdárny.
Novostavba jízdárny vznikla patrně podle návrhu Jana Blažeje Santiniho-Aichela pro hraběte Františka Karla II. Libštejnského z Kolowrat. Architektova přítomnost v Rychnově není nijak archivně doložena, ale díky pravděpodobné účasti na přestavbě zámku se Santini patrně podílel i na podobě jízdárny, která rovněž nese typické slohové znaky architektovy tvorby, jako tomu je i u zámecké budovy.
Interiér budovy byl roku 1727 vyzdoben freskami Jiřího Viléma Neunhertze (Bitva na mostě, Kolwratská orlice, mytologické scény), které byly bohužel zničené v 80. letech 20. století. Rovněž během 19. století byla jízdárna nevhodně využívaná a upravovaná na skladiště nebo služební byty.

## Popis
Stavba na obdélném půdorysu byla se zámeckým areálem spojená krytou chodbou, která na budovu jízdárny navazovala na západní straně a vedla do vstupního prostoru. Ten tvoří schodiště a vstupy do lóží, nacházející se jak v přízemí, tak i v prvním patře. Stropy těchto lóží jsou zdobeny štukovými zrcadly. Do prostoru jízdárny vede otevřená trojice os členěná arkádami. Toto rozvržení může navazovat na kompozici vstupní stěny Borrominiho sálu Oratoria Filippinů v Římě. Samotná hala jízdárny má plochý strop vynášený nápadnými konzolami ve tvaru vztyčených volut a členěn štukovými profily formující bohatě oblamované plochy zrcadel, které byly původně zdobeny freskami.
Vnější podoba budovy je utvářena jednoduše lineárně členěnou fasádou s řadou vysokých segmentových oken s hlavním klenákem. Vstupní prostor je v exteriéru zřetelný čtveřicí drobných oken, kdy vrchní okénka jsou segmentová, spodní pak obdélná. Dominující štíty jsou opatřeny oválnými okny, kde na východní straně jsou dvě a na západní pouze jedno.